# جان استفانوویچ
جان استفانوویچ (به انگلیسی: John Stefanowicz؛ زادهٔ ۲۰ سپتامبر ۱۹۹۱) یک کشتی‌گیر فرنگی‌کار اهل آمریکا است. وی سابقه حضور در المپیک ۲۰۲۰ توکیو را دارد.